# DCC (IRC)
DCC(Direct Client-to-Client)はIRCにおける、サーバーを経由しない利用者同士の直接通信を定めたプロトコルである。多国語言語のサポートと同じく、RFC上での規定自体は存在しない。
- DCC CHAT:利用者同士の直接の通信によるチャット
- DCC SEND:ファイルの送信
- DCC GET:ファイルの受信

## ファイル送受信の順序
1. ファイルの送信元がIRCサーバを経由して、以下の情報(DCCファイル受信リクエスト)を送信先に伝達する。

| 送信元nick | ファイル名 | 送信元IPアドレス:ポート番号 | ファイルサイズ |

1. リクエストを送信後、その情報どおりにファイル送信の待機状態(Listen)に入る。
2. リクエストを受け取った送信先は、ユーザにその旨を通知し、ファイルを受信するか否かを決定してもらう。
3. ファイルを受信する場合、送信先はリクエストの情報を元に通信経路を確立。ファイルを受信した後に切断する。